# کانو (بازیکن فوتبال، زاده ۱۹۸۷)
روبنیلسون دوس سانتوس دا روخا (به پرتغالی: Rubenilson dos Santos da Rocha) هافبک اهل برزیل است که در شهر سالوادور و در تاریخ ۲۳ سپتامبر ۱۹۸۷ به دنیا آمده‌است.
روبنیلسون دوس سانتوس دا روخا در تیم‌های فوتبال Grêmio Barueri سابقهٔ حضور دارد.